# Dotyky
Dotyky – słowackie czasopismo literackie.
Zostało założone w 1986 roku, wówczas jako dodatek do czasopisma „Romboid”. W 1989 roku zaczęło wychodzić jako samodzielny periodyk.
Czasopismo ukazuje się sześć razy w roku (stan na 2021 rok).
W 2021 roku funkcję redaktora naczelnego pełnił Boris Brendza.